# مارتا گراهام
مارتا گراهام (به انگلیسی: Martha Graham) ‏ (۱۱ مهٔ ۱۸۹۴ – ۱ آوریل ۱۹۹۱) رقصنده آمریکایی بود که به عنوان یکی از پیشگامان رقص مدرن شناخته شده است. تأثیر او بر رقص را با تأثیر ایگور استراوینسکی در موسیقی، پابلو پیکاسو در نقاشی و فرانک لوید رایت در معماری مقایسه می‌کنند.
گراهام زبان جدیدی در حرکات ابداع کرد و از آن برای بروز احساسات، هیجانات و لذت‌های مشترک بشر استفاده کرد. او برای هفتاد سال رقصید و اولین رقصنده‌ای بود که در کاخ سفید برنامه اجرا کرد و اولین رقصنده‌ای که به عنوان سفیر فرهنگی به کشور دیگری سفر کرده است. او همچنین اولین هنرمندی در رشته رقص بود که بالاترین مدال شهروندی آمریکا یعنی مدال آزادی رئیس‌جمهوری را دریافت کرد. او می‌گوید «من تمام زندگی‌ام را در رقص و رقصندگی سپری کردم.»